# Katherine Bradley

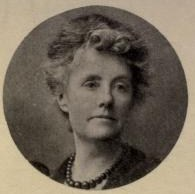
Katherine Bradley

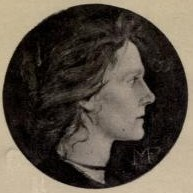
Edith Cooper

Michael Field era el seudónimo utilizado en la poesía y la obra dramática en verso de Katherine Harris Bradley (27 de octubre de 1846 - 26 de septiembre de 1914) y de su sobrina y pupila Edith Emma Cooper (12 de enero de 1862 - 13 de diciembre de 1913). Bajo este seudónimo escribieron alrededor de cuarenta obras en colaboración y el diario Works and Days. Su intención era mantener en secreto su seudónimo, pero se hizo público no mucho después de haberlo confiado a su amigo Robert Browning.

## Biografías
Katherine Bradley nació el 27 de octubre de 1846 en Birmingham, Inglaterra, hija de Charles Bradley, que trabajaba en una compañía tabacalera, y de Emma (Harris, de soltera). Su abuelo, también llamado Charles Bradley (1785 - 1845), era un destacado partidario y patrocinador de la profetisa Southcott Joanna y su autoproclamado sucesor John "Zion" Ward. Se educó en el Collège de France y en el Newnham College de Cambridge.
La hermana mayor de Bradley, Emma, se casó con James Robert Cooper en 1860 y se instaló en Kenilworth, donde nacería su hija, Edith Emma Cooper, el 12 de enero de 1862. Emma Cooper quedó inválida de por vida tras el nacimiento de su segunda hija, Amy, y Katherine Bradley, su hermana, dio los pasos necesarios para convertirse en la tutora legal de su sobrina Edith Cooper.
Bradley se involucró durante un tiempo en los proyectos utópicos de Ruskin. Publicó por primera vez bajo el seudónimo de Arran Leigh, en reconocimiento a Elizabeth Barrett. Edith adoptó el nombre de Isla Leigh.
Desde finales de 1870, cuando Edith estaba en el University College de Bristol, acordaron convivir juntas y serían, durante los próximos 40 años, amantes lesbianas, y coautores. La primera publicación conjunta como Michael Field se publicó en 1884. Tenían la independencia financiera necesaria puesto que el padre de Bradley, Charles Bradley se había dedicado a la industria del tabaco en Birmingham.
Se consideraron estetas y estaban fuertemente influenciadas por el pensamiento de Walter Pater. Cultivaron un gran círculo de amigos y contactos literarios, en particular, los pintores y compañeros de por vida Charles Ricketts y Shannon Charles, cerca de los cuales instalaron en Richmond, Londres. Robert Browning también fue un amigo cercano y conocieron y admiraron a Oscar Wilde, cuya muerte lloraron amargamente. Aunque siempre mantuvieron buenos conectados, su temprano éxito ante la crítica no se mantuvo (esto se atribuye con frecuencia al descubrimiento de su seudónimo). Conocieron a muchos de los integrantes del movimiento estético de 1890, incluyendo a Walter Pater, Lee Vernon, J. A. Symonds y Bernard Berenson. William Rothenstein fue su amigo.
Se escribieron una serie de poemas de amor apasionado y su seudónimo era un modo de declarar su unidad inseparable. Algunos de sus amigos que se referían a ellas como las Fields, las Michaels o las Michael Fields. Entre ellas utilizaban apodos cariñosos. También se dedicaron de forma apasionada a sus mascotas, en particular, a un perro llamado Whym Chow, para el que escribieron un libro de poemas con su nombre. Este tipo de relación continuaba la tradición de parejas lesbianas que formaban familias en las que incluían a sus mascotas - las Señoritas de Llangollen habían establecido un hogar similar.
Su diario conjunto comienza con el relato de la pasión que siente Bradley por Alfred Gerente, un artista vidriero y hermano de Henri Gerente, de origen inglés, pero que trabajó principalmente en Francia. Continúa documentando la figura de Michael Field, entre sus homólogos literarios, y la de un perro. Cuando este último murió en 1906, afectó profundamente al patrón emocional de la relación y ambas mujeres se convirtieron al catolicismo en 1907. Sus inclinaciones religiosas se reflejan en sus obras posteriores, donde sus escritos anteriores se ven influidos por la cultura clásica y renacentista, particularmente en sus aspectos paganos, por Safo, como era entendida en época victoriana, y tal vez por Walter Savage Landor.
Edith murió de cáncer en 1913, al igual que Katherine menos de un año después. Una selección muy editada de los diarios, que eran dos docenas de volúmenes anuales encuadernados y en forma de libro de recuerdos y con un estilo literario de composición consciente, fue preparada por T. Sturge Moore, un amigo que las conoció a través de su madre, Marie.

## Obras
- The New Minnesinger and other poems (London : Longmans, Green, and Co., 1875) poemas de Arran Leigh.
- Bellerophon (C. Kegan Paul, 1881) de Arran e Isla Leigh.
- Callirrhoe & Fair Rosamund (1884) teatro en verso.
- The Father's Tragedy (1885) teatro en verso.
- William Rufus (1885) teatro en verso.
- Loyalty Or Love? (1885) teatro en verso.
- Brutus Ultor (1886) teatro en verso.
- Canute the Great (1887) teatro en verso.
- The Cup of Water (1887) teatro en verso.
- Long Ago (1889) poemas.
- The Tragic Mary (1890) teatro en verso.
- Sight and Song (E. Mathews y J. Lane, 1892).
- Stephania, a Trialogue (1892) teatro en verso.
- A Question of Memory (1893) teatro.[4]
- Underneath the Bough (1893) poemas.
- Attila, My Attila (1896) teatro en verso.
- World at Auction (1898) Vale Press teatro en verso.
- Noontide Branches (1899) teatro en verso.
- Anna Ruina (1899) teatro en verso.
- Race of Leaves (1901) Vale Press, teatro en verso.
- Julia Domna (1903) Vale Press, teatro en verso.
- Borgia (1905) teatro en verso.
- Wild Honey from Various Thyme (1908) poemas.
- Queen Mariamne (1908) teatro en verso.
- Tragedy of Pardon (1911) teatro en verso.
- Tristan de Léonois (1911) teatro en verso.
- Dian (1911) teatro en verso.
- The Accuser (1911) teatro en verso.
- A Messiah (1911) teatro en verso.
- Poems of Adoration (1912).
- Mystic Trees (1913) poemas.
- Ras Byzance (1918) teatro en verso.
- Deirdre (1918) teatro en verso.
- In The Name Of Time (1919) teatro en verso.
- Selection (1923).
- The Wattlefold: Unpublished Poems (1930).
- Works and Days: From the Journal of Michael Field, (1933) editados por T. Sturge Moore (los diarios inéditos están disponibles actualmente en microfilm)  mantenidos de 1888, anuales hasta 1914.
- A Shorter Shırazad: 101 Poems of Michael Field (1999) selección de Ivor C. Treby
- Where the Blessed Feet Have Trod - poema.
- Whym Chow: Flame of Love (poemas).